# Spyro: El año del dragón
Spyro: El año del dragón (en inglés: Spyro: Year of the Dragon) es el tercer y último videojuego de la serie Spyro the Dragon, desarrollado por Insomniac Games, siendo también el último título de la serie publicado para la videoconsola PlayStation. Se lanzó el 11 de octubre de 2000 en Norteamérica, el 25 de octubre en el Reino Unido y el 10 de noviembre en el resto de Europa. 
El juego describe las heroicas aventuras del dragón Spyro, que deberá recuperar los 150 huevos mágicos robados por la malvada Hechicera, a través de treinta y siete niveles diferentes. En comparación con sus anteriores entregas, se introducen mejoras gráficas, musicales y asimismo nuevos personajes y pequeños puzzles.
Year of the Dragon recibió críticas positivas y tuvo éxito comercial tras su publicación. Los críticos valoraron su ambiente gráfico y musical y asimismo sus minijuegos. Después de su estreno, el juego vendió más de dos millones de copias en los Estados Unidos, y debido a su éxito comercial, Sony decidió publicar el título en su bazar PlayStation Network el 14 de octubre de 2009.

## Antecedentes

### Desarrollo

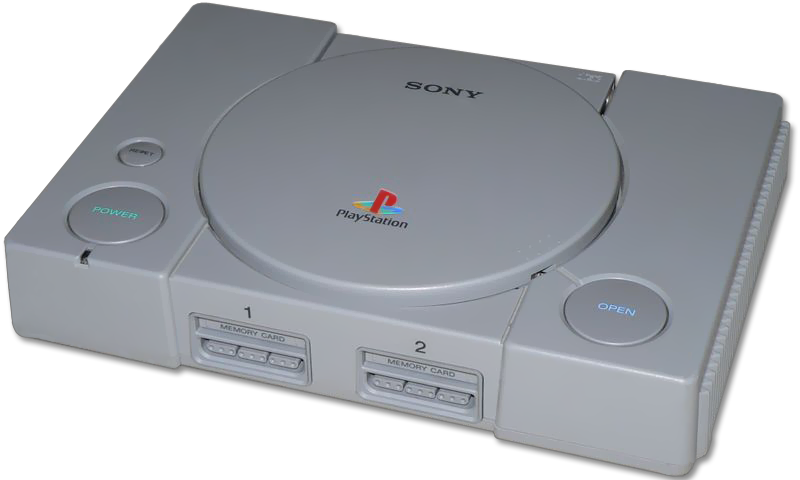
Consola PlayStation, plataforma para la que se diseñó Spyro: Year of the Dragon.

Spyro: Year of the Dragon comenzó a ser desarrollado a finales de 1999 por la empresa estadounidense Insomniac Games, y se finalizó en septiembre de 2000. El proyecto estuvo bajo la dirección de Ted Price, diseñador de Ratchet & Clank y Resistance: Fall of Man. Para su diseño se inspiraron en varios títulos, incluyendo Doom y Crash Bandicoot.
Entre las nuevas características filtradas antes de la salida del juego estaba el "Auto Challenge Tuning", que el director ejecutivo de Insomniac, Ted Price, describió como "inventado para nivelar la curva de dificultad de juego para los jugadores de diferentes capacidades". Los niveles son mucho más largos que los de Spyro 2, por lo que hubo que añadir nuevas áreas; para evitar la confusión de los jugadores sobre dónde ir después, estas áreas fueron diseñadas para cargarse por separado de los mundos principales. Ted Price afirmó que las criaturas añadidas eran un método para hacer el juego más divertido y variado, en lugar de añadir simplemente movimientos para Spyro. El juego fue nombrado "Year of the Dragon" ("El año del dragón") en alusión a que el juego salió en el año 2000, el "año del dragón" en el zodíaco chino.
En una entrevista con el sitio web GameSpot, Ted Price afirmó que las nuevas criaturas del título le iban a dar vida y que, por otra parte, Spyro no iba a ser eclipsado en la historia. En los avances de las publicaciones de IGN y GameSpot señalaron que los gráficos habían sido mejorados, y que había muchas criaturas y lugares nuevos. Se publicaron versiones de prueba de los minijuegos, e IGN señaló que ofrecían la complejidad suficiente para respaldar el modo de juego simple. Mientras tanto, los diseñadores decidieron mejorar la protección contra piratería implementada en los títulos anteriores. La protección ayudó a evitar que los crackers quebrantaran el juego hasta dos meses después de su publicación.

### Lanzamiento
La versión en PlayStation de Year of the Dragon se publicó el 11 de octubre de 2000 en los Estados Unidos, el 25 de octubre de 2000 en el Reino Unido y el 10 de noviembre de 2000 en el resto de Europa. La versión distribuida en PlayStation Network fue puesta a la venta el 14 de mayo de 2009. Por su parte, la versión para la videoconsola portátil PlayStation Portable (PSP) fue estrenada el 14 de mayo de 2009 en los Estados Unidos.

## Trama

### Argumento
La aventura comienza en la tierra de los dragones, donde Spyro y sus parientes están celebrando el "Año del Dragón" (Year of the Dragon), un evento que ocurre cada doce años cuando el campo se llena de huevos de dragón. Durante la celebración, una misteriosa chica conejo llamada Bianca invade los Reinos del Dragón con un ejército de criaturas llamadas Rhynocs, quienes roban todos los huevos de dragón para llevárselos a la Hechicera, que los dispersa a lo largo de varios mundos. La chica misteriosa abre un portal a reinos que una vez habitaron los dragones: Amaneceres Primaverales, Jardín del Mediodía, Lago del Atardecer y Montaña de Medianoche. Después de lo acontecido, los dragones adultos intentan acceder por el portal abierto sin éxito alguno, por lo que deciden que Spyro, Sparx y Cazador son los únicos lo suficientemente pequeños como para pasar por él. Así, los tres se embarcan en una aventura para recuperar los 150 huevos a lo largo de los Reinos Olvidados.
Los Reinos Olvidados se hallan gobernados por la Hechicera y su ejército de Rhynocs; solo quedan unas pocas criaturas que luchan contra su gobierno. Durante la aventura, Spyro consigue la ayuda de sus habitantes para lograr rescatar los huevos robados. Sheila, una de sus habitantes, le explica lo ocurrido en el pasado, narrándole también la forma en que se había perdido la magia en el Reino. Mientras tanto, la misteriosa chica conejo, Bianca, se encuentra hablando con la Hechicera, y ésta le revela que no ansía a los bebés dragones en sí, sino que necesita sus alas para hacer un conjuro que le brinde la inmortalidad. Cuando Spyro llega al último mundo, Bianca, ya consciente de la maldad de su maestra y a la vez que se hace amiga de Cazador, traiciona a la Bruja y se une a Spyro.
Después de que Spyro consigue la mayoría de los huevos, Bianca le abre la puerta a la guarida de la Hechicera, a la que derrota tras una gran batalla. Al concluir, se celebra esta victoria a lo largo y ancho de los Reinos Olvidados. Sin embargo, la Hechicera sobrevive a su primera batalla con Spyro y posee uno de los últimos huevos de dragón. Después de esto, Spyro le arrebata a Ricachón todas las gemas que le había quitado junto con el penúltimo Huevo (el cual planeaba vender también). La batalla final se lleva a cabo en el lugar donde la bruja guardaba sus tesoros antes de ser saqueada por ladrones y derrotada por Spyro, en vehículos con forma de naves espaciales Spyro logra vencerla definitivamente y recupera el último huevo, salvando así a los dragones de la extinción.

### Protagonistas
Spyro es el protagonista del juego, un pequeño dragón violeta que puede volar e incinerar a sus enemigos. Es ayudado por su mejor amigo Sparx, una libélula, cuya tarea principal es medir la salud del jugador y ayudarlo a colectar gemas; además, Sparx puede ser controlado en ciertos niveles. Otro ayudante es Cazador, quien se encarga de enseñar al jugador la mecánica del juego y puede ser utilizado en algunas misiones. A lo largo del juego, aparecen otros protagonistas: Sheila la canguro, el Sargento Byrd el pingüino, Bentley el Yeti, y el Agente 9, el mono espacial.
La principal antagonista del juego es la Hechicera, una tirana que gobierna los Reinos Olvidados con sus tropas. La Hechicera es ayudada por su aprendiz Bianca, una joven coneja encapuchada que intenta obstaculizar a Spyro en su misión. Durante la trama, Bianca se hace amiga de Cazador y se convierte en una valiosa aliada en contra de la Hechicera.

## Modo de juego
Year of the Dragon mantiene las características generales presentes en los juegos anteriores de la serie Spyro. El protagonista principal, el dragón Spyro, debe recorrer varios escenarios para encontrar los huevos mágicos de dragón. Al completar los objetivos de cada misión, Spyro recibe cierta bonificación o recompensa que es crucial de cara a la búsqueda. Los mundos de Spyro están conectados entre sí por "mundos base" o "centros", grandes mundos que contienen puertas a otros muchos niveles. Para pasar al siguiente mundo base, el personaje debe completar cinco mundos, recoger un cierto número de huevos y derrotar a un jefe. Los jugadores no necesitan recoger todos los huevos para completar la parte principal del juego o acceder a nuevos niveles; de hecho, algunos huevos solo pueden encontrarse volviendo al mundo posteriormente. Las gemas están dispersas a lo largo de los mundos, escondidas en cajas y tarros. Estas son usadas para sobornar a un oso llamado Ricachón, con el propósito de liberar a criaturas capturadas y activar mejoras (como puentes) que ayuden al progreso de Spyro a través de los distintos niveles. Las gemas, junto con el número de huevos recogidos, conforman el porcentaje de juego completado.

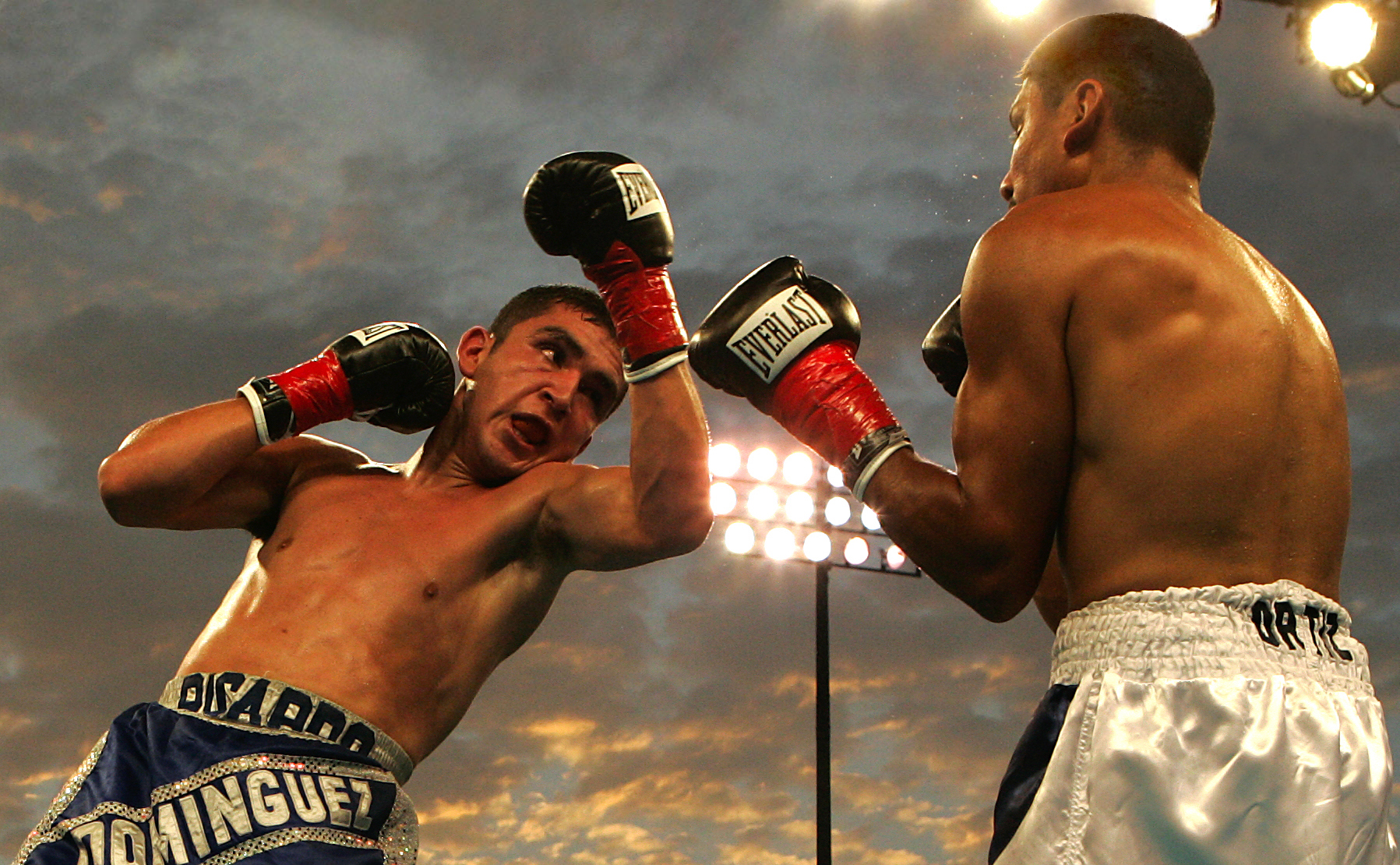
Entre los distintos minijuegos se encuentra el skateboarding o el boxeo.

Durante la mayor parte del juego, el jugador controla a Spyro. La salud de Spyro se mide por su compañera, una libélula llamada Sparx, quien cambia de color y finalmente desaparece cuando Spyro recibe daño. Si el jugador pierde a Sparx, el siguiente golpe le causará la pérdida de una vida y el reinicio desde el último punto de control. Para regenerar a Sparx, Spyro puede alimentarse de una pequeña vida silvestre conocida como fodder ("carne"). Además, el protagonista posee varias habilidades, que incluyen planear, escupir fuego, dar cabezazos, nadar y bucear, que pueden ser utilizadas para explorar y combatir a una gran variedad de enemigos, muchos de los cuales son saurópsidos llamados Rhynocs; algunos enemigos solo son vulnerables a ciertos movimientos. Además, Spyro puede atravesar "puertas de poder" que le dan habilidades especiales por un tiempo limitado.
Year of the Dragon introduce otros personajes controlables además de Spyro, conocidos como critters (en inglés americano coloquial: "bicho"), que son desbloqueados gradualmente a medida que se avanza de nivel. Los critters pueden ser encontrados en un nivel bloqueado una vez que son liberados por Ricachón. Posteriormente, el jugador utiliza a estos personajes en partes especiales de los niveles. Cada mundo base contiene un submundo que es jugado enteramente por un personaje distinto de Spyro. Hay un total de siete personajes manejables, y todos ellos tienen sus propias habilidades especiales. Sheila la Canguro, por ejemplo, puede dar dobles saltos, mientras que el Sargento Byrd está armado con lanzacohetes y puede volar indefinidamente.
Además de la misión primordial de encontrar huevos de dragón, existen minijuegos extras, que están separados de los niveles en zonas más pequeñas. Algunos de los minijuegos están basados en Spyro 2: Ripto's Rage! y fueron posteriormente mejorados para Year of the Dragon, mientras que otros fueron creados especialmente para este juego. Estos minijuegos están protagonizados por Spyro o por los otros personajes jugables, e incluyen competiciones de deportes como el skateboarding, el boxeo o el automovilismo, así como rompecabezas y ejercicios de tiro. Todos los minijuegos recompensan al jugador con un huevo tras ser finalizados exitosamente.

## Música

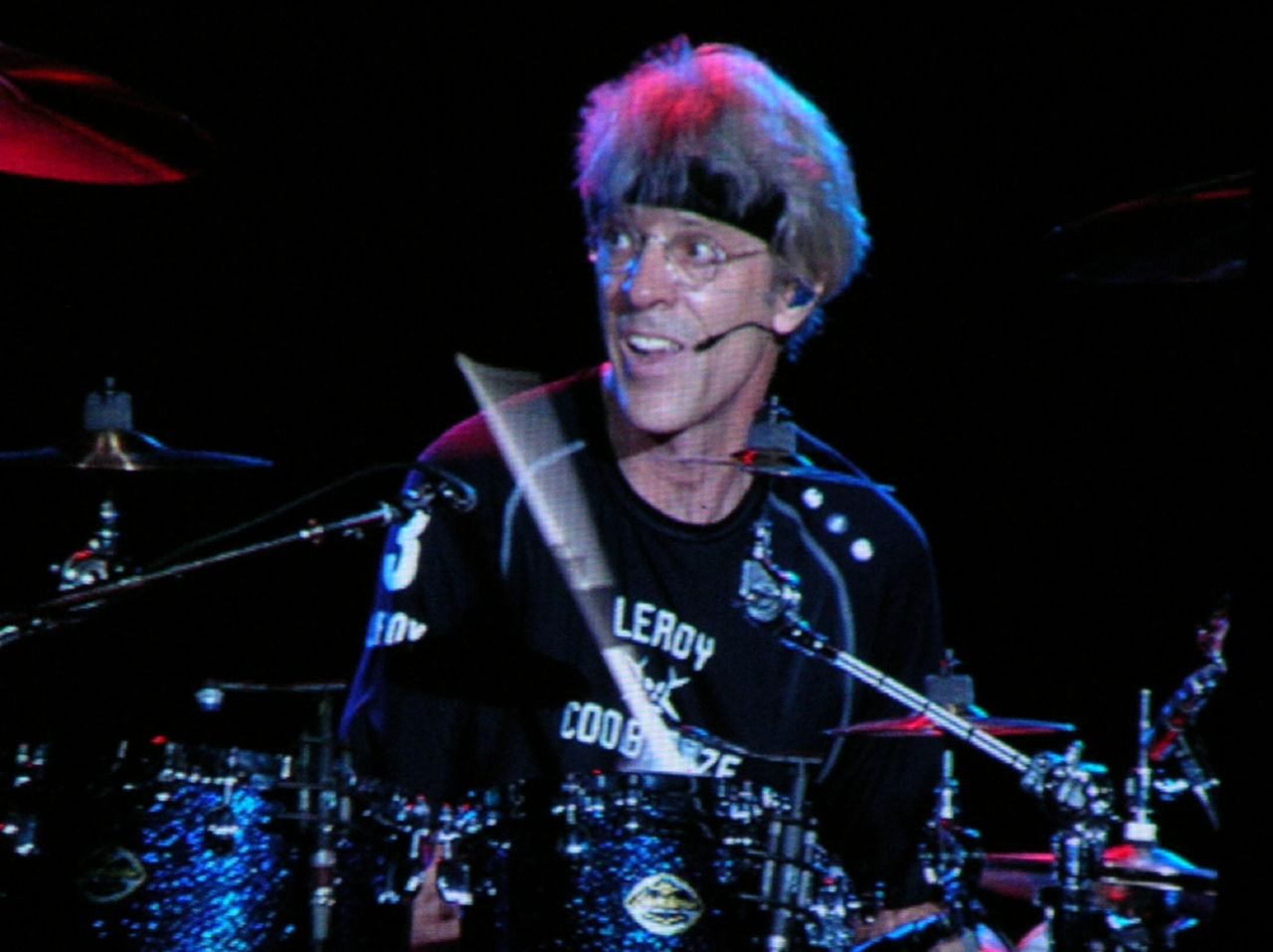
Stewart Copeland, compositor de la música de Spyro: Year of the Dragon.

El encargado de la música fue Stewart Copeland, exbaterista de la banda de rock The Police. Después de su salida del grupo en 1984, Copeland trabajó en varias composiciones musicales cinematográficas, y en las bandas sonoras de los anteriores videojuegos de la serie Spyro. Ted Price calificó a la música de Copeland para la tercera entrega como su mejor trabajo hasta ese momento. En una entrevista, Copeland explicó que el proceso creativo para escribir la música para la serie Spyro siempre empezaba jugando los niveles, para sentir la "atmósfera" de cada mundo. También comentó que el desafío en la composición de música de videojuegos era crear música que pudiera ser interesante de escuchar y añadir a la jugabilidad; lo que hizo fue añadir armonías y líneas de bajo más complejas, por lo que la música parecería fresca para los jugadores aún después de escucharla repetidas veces. El músico complementó la capacidad técnica del formato de disco compacto de la PlayStation y su soporte de audio de alta calidad; no había restricciones técnicas que limitaran la incorporación del sonido que se requería. Copeland grabó piezas de orquesta completas de fanfarrias adicionales para cuando el factor visual exigiera un sonido más expansivo, y, por otro lado, usó melodías con más ritmos y percusión para los momentos de "alta energía" en el videojuego.

## Recepción y crítica
A su salida, Year of the Dragon acumuló reacciones positivas de la crítica, recibiendo un ranking promedio de 91% en Game Rankings, y una puntuación similar basada en 15 análisis en Metacritic. De acuerdo con GameRankings, Year of the Dragon ocupa el decimocuarto puesto en la lista de videojuegos para PlayStation mejores puntuados. El juego vendió más de dos millones de unidades en Estados Unidos.
GameSpot señaló que aunque Year of the Dragon no introducía cambios importantes respecto a sus predecesores, la combinación de nuevos personajes manejables, unos gráficos más detallados y la variedad de minijuegos le dieron un mayor valor para su adquisición. IGN alabó la llamada del juego a todas las edades y los niveles esmerados, así como la posibilidad de usar varios personajes. Game Revolution opinó que mientras que la premisa del juego en sí era simplemente una repetición de los títulos anteriores, la historia que se desarrollaba en realidad estaba perfectamente entrelazada y era muy entretenida. Por otra parte, GamePro señaló que la habilidad del videojuego para cambiar automáticamente la dificultad en situaciones de atasco era una característica excelente. Kevin Rice, de Next Generation Magazine, proporcionó uno de los análisis más positivos, en el que declaró que el alto nivel de diseño, los controles intuitivos y los gráficos excelentes hicieron del título el mejor juego de la serie Spyro hasta ese momento, y posiblemente el mejor juego de PlayStation en general. Respecto a las críticas hispanas, Meristation alabó la potencia del motor gráfico del videojuego y las novedades introducidas por Insomniac Games.
La música de Stewart Copeland fue mayoritariamente bien recibida, aunque hubo críticos que expresaron un fuerte desacuerdo con la opinión general. Publicaciones como PSXExtreme declararon que la música contribuía a la atmósfera de los mundos, y AllGame comentó con entusiasmo que el resultado de Insomniac con la música era encomiable en sus juegos, y que esto parecía mejorar la experiencia. Joseph Parazen, de Game Revolution, declaró que la música de fondo sonaba idéntica a todos los otros videojuegos de plataformas de acción en 3D de dibujos animados a los que hubiera jugado. Otros puntos elogiados fueron la actuación de voz y el desarrollo de personajes. Entre las reducidas quejas, además de la historia, figura la cámara, que podría ser difícil de controlar y resultar en ataques injustificados por parte de los enemigos. Algunas publicaciones objetaron que el videojuego era muy parecido a sus predecesores, con argumento y objetivos similares.
A pesar de la respuesta positiva recibida, Year of the Dragon fue el último videojuego de la serie desarrollado por Insomniac Games. En una entrevista, Ted Price comentó que la empresa dejó de desarrollar la serie porque no podían hacer nada nuevo con el personaje, y, después de cinco años de desarrollo en series individuales, querían hacer algo diferente. Sin embargo, diversas empresas continuaron con el desarrollo de la serie Spyro, destacando entre ellas Equinox Digital Entertainment, Eurocom, Krome Studios, Étranges Libellules y Tantalus Media. El siguiente videojuego de la serie fue Spyro: Enter the Dragonfly, desarrollado por Equinox para la videoconsola PlayStation 2.